# Mascarosa I van Armagnac
Mascarosa I van Armagnac (overleden op 25 maart 1246) was van 1245 tot aan haar dood gravin van Armagnac en Fézensac. Ze behoorde tot het huis Lomagne.

## Levensloop
Mascarosa I was de dochter van graaf Gerold V van Armagnac en diens onbekend gebleven echtgenote. Ze huwde met haar neef, burggraaf Arnold Odo van Lomagne. Ze kregen een dochter: 
- Mascarosa II (overleden in 1256), gravin van Armagnac en Fézensac.

In 1245 stierf haar broer Bernard V, waarna Mascarosa en haar echtgenoot Arnold Odo hem opvolgden als graaf van Armagnac en Fézensac. Dit werd betwist door hun neef, burggraaf Gerold van Fézensaguet, die de erfopvolging door Mascarosa als onwettig beschouwde. Er brak bijgevolg een oorlog tussen beide partijen uit. Gerold kreeg de steun van graaf Raymond VII van Toulouse en graaf Alfons van Poitiers, terwijl Mascarosa en Arnold Odo gesteund werden door koning Hendrik III van Engeland. Nadat Mascarosa in 1246 stierf, erfde hun dochter Mascarosa II de graafschappen Armagnac en Fézensac. Het dispuut met Gerold van Fézensaguet kwam in 1256 ten einde door het kinderloze overlijden van Mascarosa II, waarna Gerold onder de naam Gerold VI graaf van Armagnac werd. 